# Elecciones al Parlamento Europeo de 2004 (Eslovenia)
En las elecciones al Parlamento Europeo de 2004 en Eslovenia, celebradas en junio, se escogió a los 7 representantes de dicho país para la sexta legislatura del Parlamento Europeo. Tras su reciente incorporación a la Unión Europea, es la primera participación de Eslovenia en unos comicios europeos.

## Resultados
| Datos de participación | Datos de participación | Datos de participación |
| ---------------------- | ---------------------- | ---------------------- |
| Censo electoral        | 1.628.918              | 100%                   |
| Votantes               | 461.879                | 28,4                   |
| Abstención             | 1.167.039              | 71,6                   |
| Válidos                | 435.869                |                        |
| A candidatura          | 435.869                | 100,0                  |

| ← Elecciones al Parlamento Europeo de 2004 →                                                     |         |       |         |
| Partido                                                                                          | Votos   | %     | Escaños |
| Nueva Eslovenia (NSi)                                                                            | 102.753 | 23,57 | 2       |
| Democracia Liberal de Eslovenia Partido Democrático de los Pensionistas de Eslovenia (LDS-DeSUS) | 95.489  | 21,91 | 2       |
| Partido Demócrata Esloveno (SDS)                                                                 | 76.945  | 17,65 | 2       |
| Lista Unida de Socialdemócratas (ZLSD)                                                           | 61.672  | 14,15 | 1       |
| Partido Popular Esloveno (SLS)                                                                   | 36.662  | 8,41  | 0       |
| Partido Nacional Esloveno (SNS)                                                                  | 21.883  | 5,02  | 0       |
| Eslovenia es nuestra (SN)                                                                        | 17.930  | 4,11  | 0       |
| Partido de los Jóvenes de Eslovenia Verdes de Eslovenia (SMS-ZS)                                 | 10.027  | 2,30  | 0       |
| Voz de las Mujeres Eslovenas (GZS)                                                               | 5.249   | 1,20  | 0       |
| Stranka Ekoloskih Gibanj Slovenije (SEG)                                                         | 2.588   | 0,59  | 0       |
| Nacionalna Stranka Dela (NSD)                                                                    | 2.022   | 0,46  | 0       |
| Stranka Slovenskega Naroda (SSN)                                                                 | 1.386   | 0,32  | 0       |
| Demokratska Stranka Slovenije (DS)                                                               | 1.263   | 0,29  | 0       |